# Falco KC Szombathely
O Falco Kosárlabda Club Szombathely (em português:  Basquetebol Clube Falco Szombathely)  é um clube profissional de basquetebol situado na cidade de Szombathely, Vas, Hungria que disputa atualmente a Liga Húngara e a Copa Europeia. Foi fundado em 1980 e manda seus jogos na Arena Savaria com 4.100 espectadores.

## Temporada por Temporada
| Temporada | Nível | Liga   | Pos. | Pós Temporada     | Competições Europeias | Competições Europeias |
| --------- | ----- | ------ | ---- | ----------------- | --------------------- | --------------------- |
| 2004-05   | 1     | NB I/A | 7    |                   |                       |                       |
| 2005-06   | 1     | NB I/A | 11   |                   |                       |                       |
| 2006-07   | 1     | NB I/A | 5    |                   |                       |                       |
| 2007-08   | 1     | NB I/A | 1    | Campeão           |                       |                       |
| 2008-09   | 1     | NB I/A | 6    | Semifinais        |                       |                       |
| 2009-10   | 1     | NB I/A |      |                   |                       |                       |
| 2010–11   | 1     | NB I/A | 7    | Quartas de finais |                       |                       |
| 2011–12   | 1     | NB I/A | 1    | Finalista         |                       |                       |
| 2012–13   | 1     | NB I/A | 7    | Quartas de finais |                       |                       |
| 2013–14   | 1     | NB I/A | 11   |                   |                       |                       |
| 2014-15   | 1     | NB I/A | 6    | Quartas de finais |                       |                       |
| 2015-16   | 1     | NB I/A | 10   |                   |                       |                       |
| 2016-17   | 1     | NB I/A | 2    | Finalista         |                       |                       |
| 2017-18   | 1     | NB I/A | 2    | Finalista         | 4 Copa da Europa      | TR 2-4                |
| 2018-19   | 1     | NB I/A | 2    | Campeão           | 4 Copa da Europa      | TR 2-4                |
| 2019-20   | 1     | NB I/A |      |                   | 3 Liga dos Campeões   | TR 6-8                |
| 2020-21   | 1     | NB I/A | 2    | Campeão           | 3 Liga dos Campeões   | TR 3-3                |
| 2021-22   | 1     | NB I/A | 1    | Campeão           | 3 Liga dos Campeões   | TR 0-5                |
| 2022-23   | 1     | NB I/A | 1    | Campeão           | 3 Liga dos Campeões   | TR 2-4                |

## Honras

### Competições Domésticas
Liga Húngara
- Campeões (5): 2007–08, 2018–19, 2020-21, 2021-22, 2022-23
- Finalista (3): 1998–99, 2011–12, 2016–17
- Terceiro Lugar (2): 1999–00, 2001–02

Copa da Hungria
- Finalistas (5):1998, 2008, 2009, 2010, 2018